# Kredyt towarowy
Kredyt towarowy (zwany również kupieckim lub handlowym) – kredyt udzielany bezpośrednio przez dostawców towarów i usług ich klientom. Powstaje wówczas, gdy płatność za towary i usługi nie jest dokonywana w tym samym czasie, w którym przenoszony jest tytuł własności towaru lub świadczona jest usługa.
Kredyt towarowy jest powszechną praktyką gospodarczą, a jego długość może wynosić od kilku tygodniu w przypadku dóbr konsumpcyjnych do kilku lat w przypadku wybranych dóbr kapitałowych. Umożliwia prowadzenie działalności handlowej w sytuacji, gdy potencjalni nabywcy nie mają wystarczających środków finansowych, aby kupić towar w momencie oferowania go do sprzedaży.